# Majaland Praha
Majaland Praha est un parc à thème en intérieur ouvert le 27 décembre 2021 à Tuchoměřice, au nord-ouest de Prague, en Tchéquie.

## Description
Le parc est basé sur Maya l'abeille et est construit à Tuchoměřice, au nord de l'aéroport de Prague-Václav-Havel. Ouvert le 27 décembre 2021, il s'agit d'un joint-venture avec le groupe Kaprain, propriétaire du magasin d'usine contigu, Le groupe Plopsa s'occupe de la conception et de la construction tandis que Kaprain l'exploite avec le payement d'une licence. L'investissement est d'environ trente millions d'euros. Il y a quinze attractions dont douze manèges.